# Xemeneia (Castellar del Vallès)
La Xemeneia és una obra de Castellar del Vallès (Vallès Occidental) inclosa a l'Inventari del Patrimoni Arquitectònic de Catalunya.

## Descripció
La composició de la xemeneia de l'Estaca és bastant senzilla. La base que la sustenta, situada arran de terra, és de forma cilíndrica, de la qual arrenca la xemeneia pròpiament dita. En l'acabament de la xemeneia s'ha prescindit de tota decoració, avui en dia podem veure coronant-la un parallamps

## Història
Toribi Pobla i Canyelles va traslladar la factoria dels seu oncle tenia al Buà (Castellar) al Toribi Pobla i Canyelles va traslladar la factoria dels seu oncle tenia al Buà (Castellar) final del carrer Tolrà, en el mateix poble. La construcció de l'edifici es va iniciar a l'any 1885, quan l'empresa portava més de trenta anys establerta al Buà. La fàbrica de l'Estaca es tancà a l'any 1971. Coneguda popularment amb el nom de l'Estaca, segons Ll. Vergés, es deuria a que el terreny en que es va construir la fàbrica es va circumdar amb clos format per estaques.